# جاك سترو
جاك سترو (بالإنجليزية: Jack Straw) (3 أغسطس 1946 - )، وزير خارجية المملكة المتحدة الأسبق وذلك بالفترة من 8 يونيو 2001 وحتى 5 مايو 2006. ولد في منطقة باكهيرست هيل في مقاطعة أسيكس شرق لندن وتلقى تعليمه في مدرسة برينت وود، ثم درس القانون في جامعة ليدز.

## روابط خارجية
- جاك سترو على موقع IMDb (الإنجليزية)
- جاك سترو على موقع الموسوعة البريطانية (الإنجليزية)
- جاك سترو على موقع مونزينجر (الألمانية)
- جاك سترو على موقع إن إن دي بي (الإنجليزية)
- جاك سترو على موقع قاعدة بيانات الفيلم (الإنجليزية)